# فولفغانغ دابن
فولفغانغ دابن (بالألمانية: Wolfgang Dubin)‏ هو منافس ألعاب قوى نمساوي، ولد في 2 مايو 1968 في فيينا في النمسا.